# Escles
Escles ist eine französische Gemeinde mit 385 Einwohnern (Stand: 1. Januar 2022) im Département Vosges der Region Grand Est. Sie gehört zum Arrondissement Neufchâteau und zum Kanton Darney. Die Bewohner werden Escloniens und Escloniennes genannt.

## Geografie

### Lage
Die Gemeinde liegt im Süden Lothringens, etwa 20 Kilometer südöstlich von Vittel und etwa 23 Kilometer westlich von Épinal. Escles liegt auf dem Plateau der Vôge und besteht aus drei Weilern: Maupotel, le Void d’Escles und dem Zentrum der Gemeinde. Die Monts Faucilles, eine Wasserscheide zwischen der Nordsee und dem Mittelmeer, begrenzen den Süden des Gemeindegebiets. 
Umgeben wird Escles von den acht Nachbargemeinden:

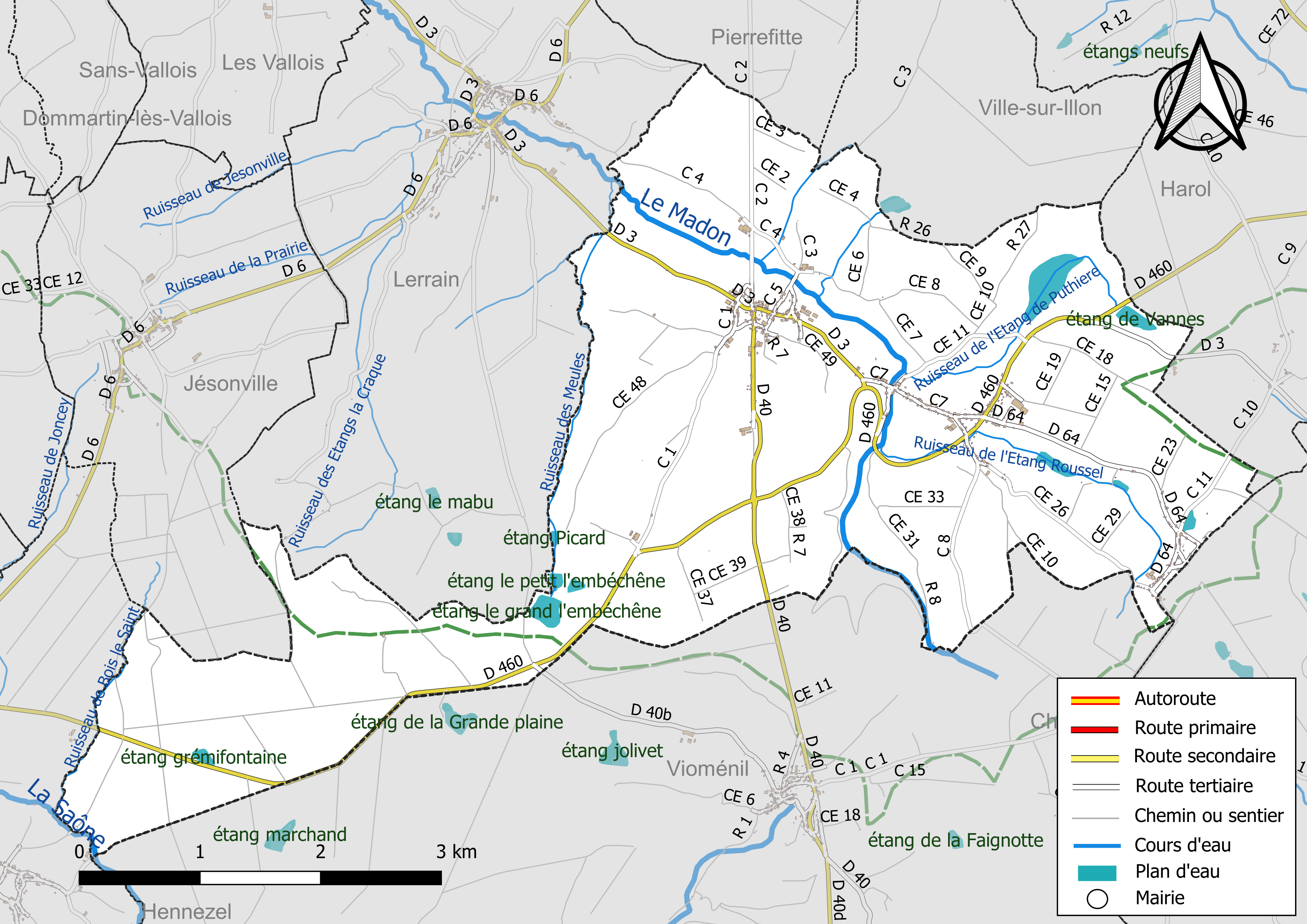
Gewässer und Straßen der Gemeinde

|                    | Pierrefitte Ville-sur-Illon                 | Harol                  |
| Jésonville Lerrain | Kompassrose, die auf Nachbargemeinden zeigt |                        |
| Belrupt            | Vioménil                                    | Charmois-l’Orgueilleux |

### Hydrografie
Die Gemeinde liegt teilweise im Einzugsgebiet des Rheins und teilweise im Einzugsgebiet der Rhone. Es wird von der Saône, dem Madon, dem Ruisseau de Bois le Saint, dem Ruisseau de la Cote de Chaume, dem Ruisseau de l’Etang de Puthiere, dem Ruisseau de l’Etang Jeanmole, dem Ruisseau de l’Etang Roussel, dem Ruisseau des Meules und dem Ruisseau du Bois de l’Etang de Jeanmole entwässert.

## Geschichte
Schon zu gallo-römischer Zeit existierte hier eine Siedlung.

## Bevölkerungsentwicklung
| Escles: Einwohnerzahlen von 1793 bis 2016                                                                                  | Escles: Einwohnerzahlen von 1793 bis 2016 | Escles: Einwohnerzahlen von 1793 bis 2016 | Escles: Einwohnerzahlen von 1793 bis 2016 | Escles: Einwohnerzahlen von 1793 bis 2016 |
| --- | ----------------------------------------- | ----------------------------------------- | ----------------------------------------- | ----------------------------------------- |
| Jahr |                                           |                                           |                                           | Einwohner                                 |
| 1793 | 1793                                      |                                           | 1.108                                     | 1.108                                     |
| 1800 | 1800                                      |                                           | 1.181                                     | 1.181                                     |
| 1806 | 1806                                      |                                           | 1.173                                     | 1.173                                     |
| 1821 | 1821                                      |                                           | 1.355                                     | 1.355                                     |
| 1831 | 1831                                      |                                           | 1.450                                     | 1.450                                     |
| 1836 | 1836                                      |                                           | 1.534                                     | 1.534                                     |
| 1841 | 1841                                      |                                           | 1.532                                     | 1.532                                     |
| 1846 | 1846                                      |                                           | 1.564                                     | 1.564                                     |
| 1856 | 1856                                      |                                           | 1.440                                     | 1.440                                     |
| 1861 | 1861                                      |                                           | 1.434                                     | 1.434                                     |
| 1866 | 1866                                      |                                           | 1.409                                     | 1.409                                     |
| 1876 | 1876                                      |                                           | 1.391                                     | 1.391                                     |
| 1881 | 1881                                      |                                           | 1.256                                     | 1.256                                     |
| 1886 | 1886                                      |                                           | 1.238                                     | 1.238                                     |
| 1891 | 1891                                      |                                           | 1.118                                     | 1.118                                     |
| 1896 | 1896                                      |                                           | 1.027                                     | 1.027                                     |
| 1901 | 1901                                      |                                           | 960                                       | 960                                       |
| 1906 | 1906                                      |                                           | 910                                       | 910                                       |
| 1911 | 1911                                      |                                           | 872                                       | 872                                       |
| 1921 | 1921                                      |                                           | 787                                       | 787                                       |
| 1926 | 1926                                      |                                           | 741                                       | 741                                       |
| 1931 | 1931                                      |                                           | 629                                       | 629                                       |
| 1936 | 1936                                      |                                           | 618                                       | 618                                       |
| 1946 | 1946                                      |                                           | 586                                       | 586                                       |
| 1954 | 1954                                      |                                           | 511                                       | 511                                       |
| 1962 | 1962                                      |                                           | 477                                       | 477                                       |
| 1968 | 1968                                      |                                           | 420                                       | 420                                       |
| 1975 | 1975                                      |                                           | 393                                       | 393                                       |
| 1982 | 1982                                      |                                           | 386                                       | 386                                       |
| 1990 | 1990                                      |                                           | 389                                       | 389                                       |
| 1999 | 1999                                      |                                           | 411                                       | 411                                       |
| 2006 | 2006                                      |                                           | 466                                       | 466                                       |
| 2011 | 2011                                      |                                           | 430                                       | 430                                       |
| 2016 | 2016                                      |                                           | 435                                       | 435                                       |
| Quelle(n): EHESS/Cassini bis 1999, INSEE ab 2006 Anmerkung(en): Ab 1962 offizielle Zahlen ohne Einwohner mit Zweitwohnsitz |                                           |                                           |                                           |                                           |

## Sehenswürdigkeiten
- Kirche l´invention de Saint-Etienne (Kirche der Auffindung [der Gebeine] des St. Stephanus) (Ausstattungsteile als Monuments historiques klassifiziert)
- Kapelle Saint-Martin
- Grotte Saint-Martin

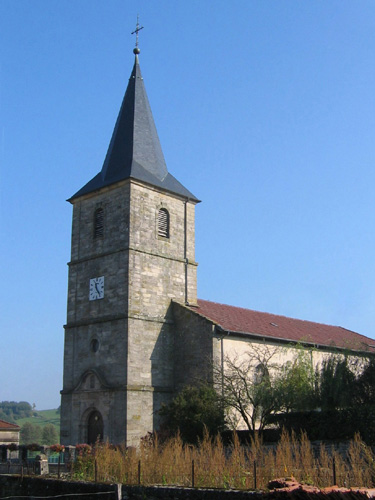
Kirche l´invention de Saint-Etienne
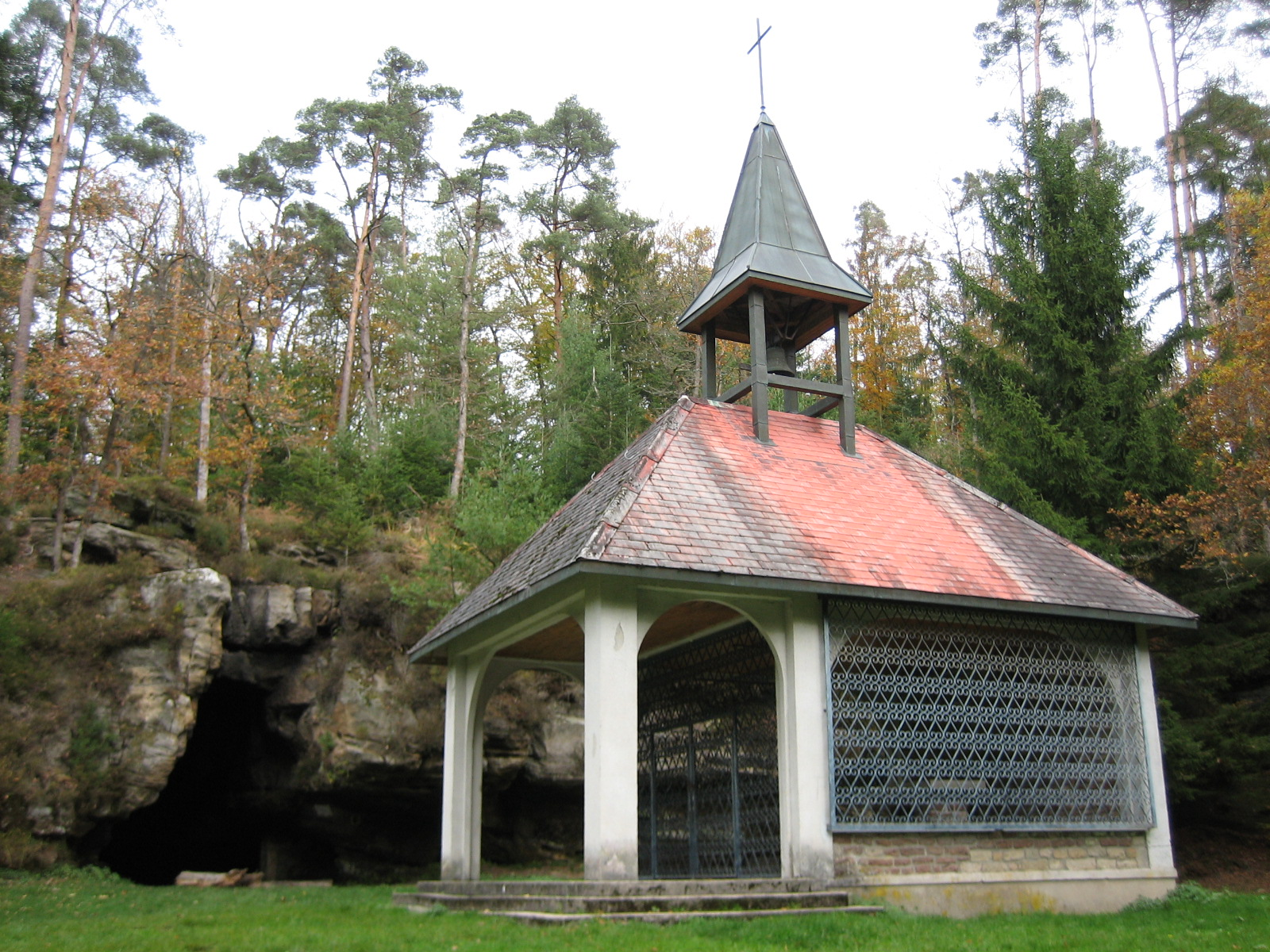
Kapelle St. Martin
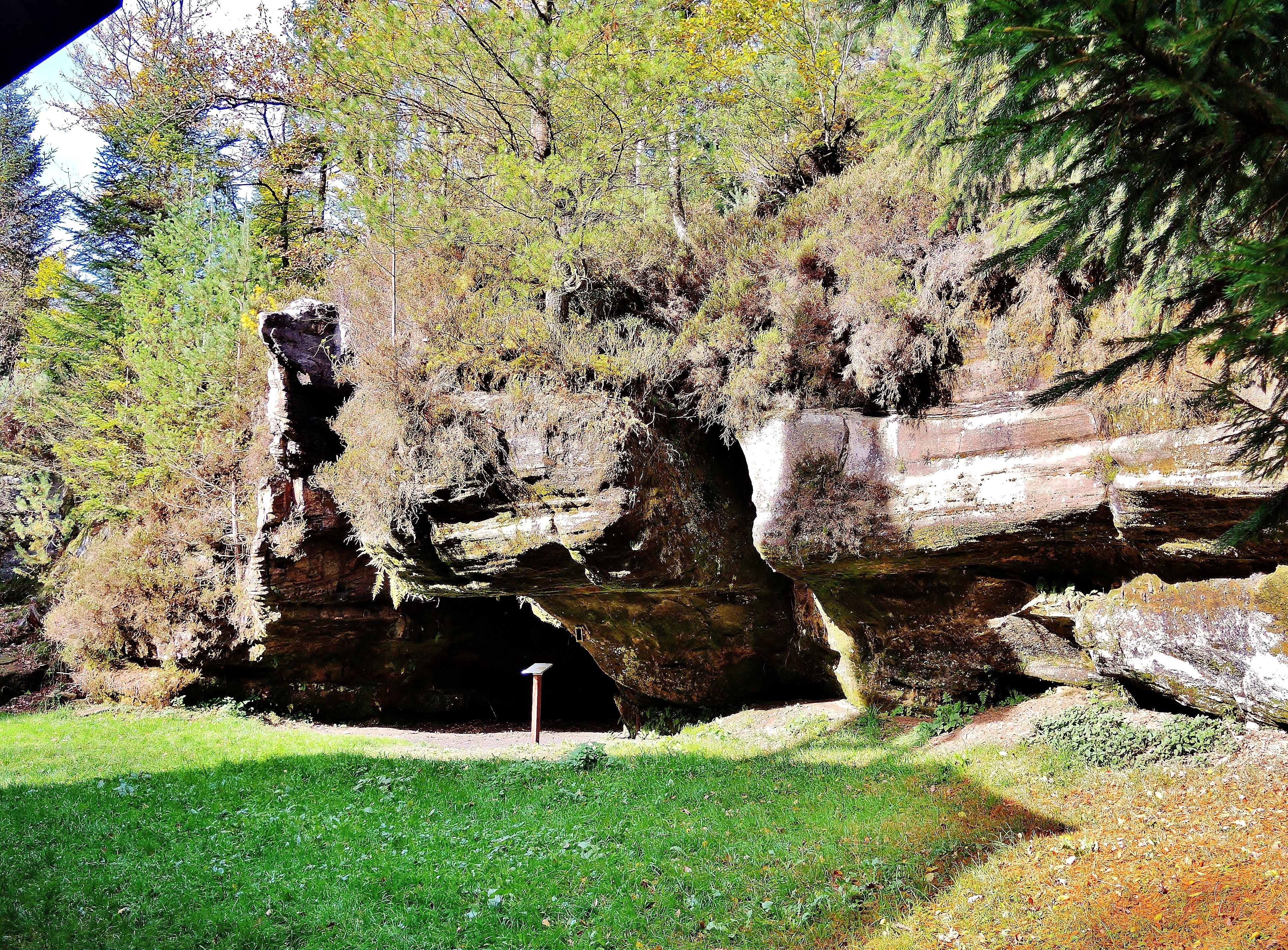
Eingang zur Grotte Saint-Martin